# Diamanttäubchen

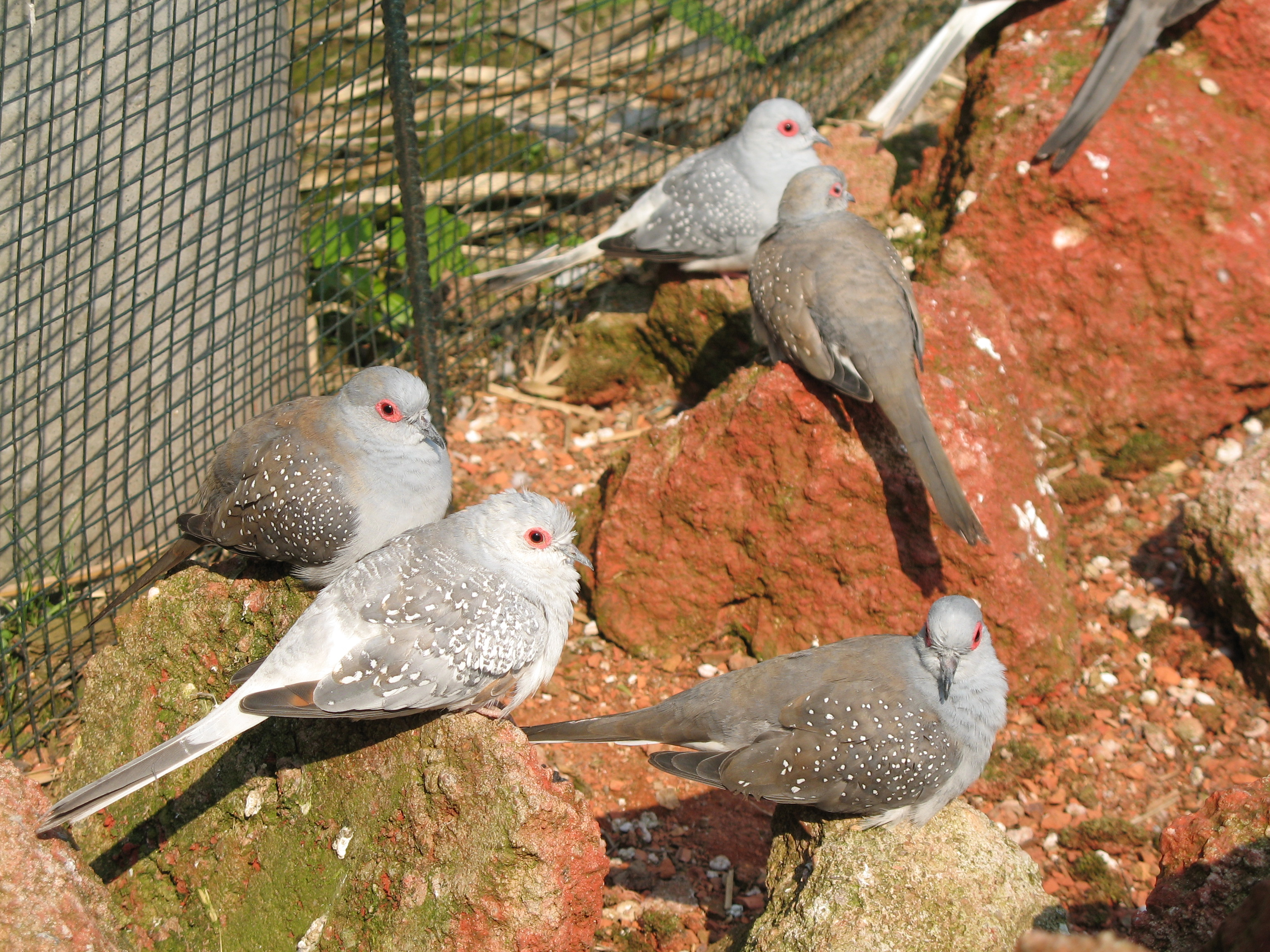
Diamanttäubchen

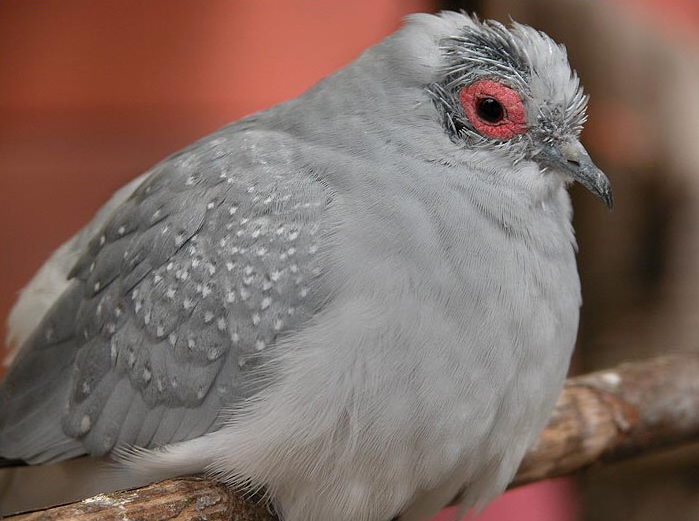
Nahansicht

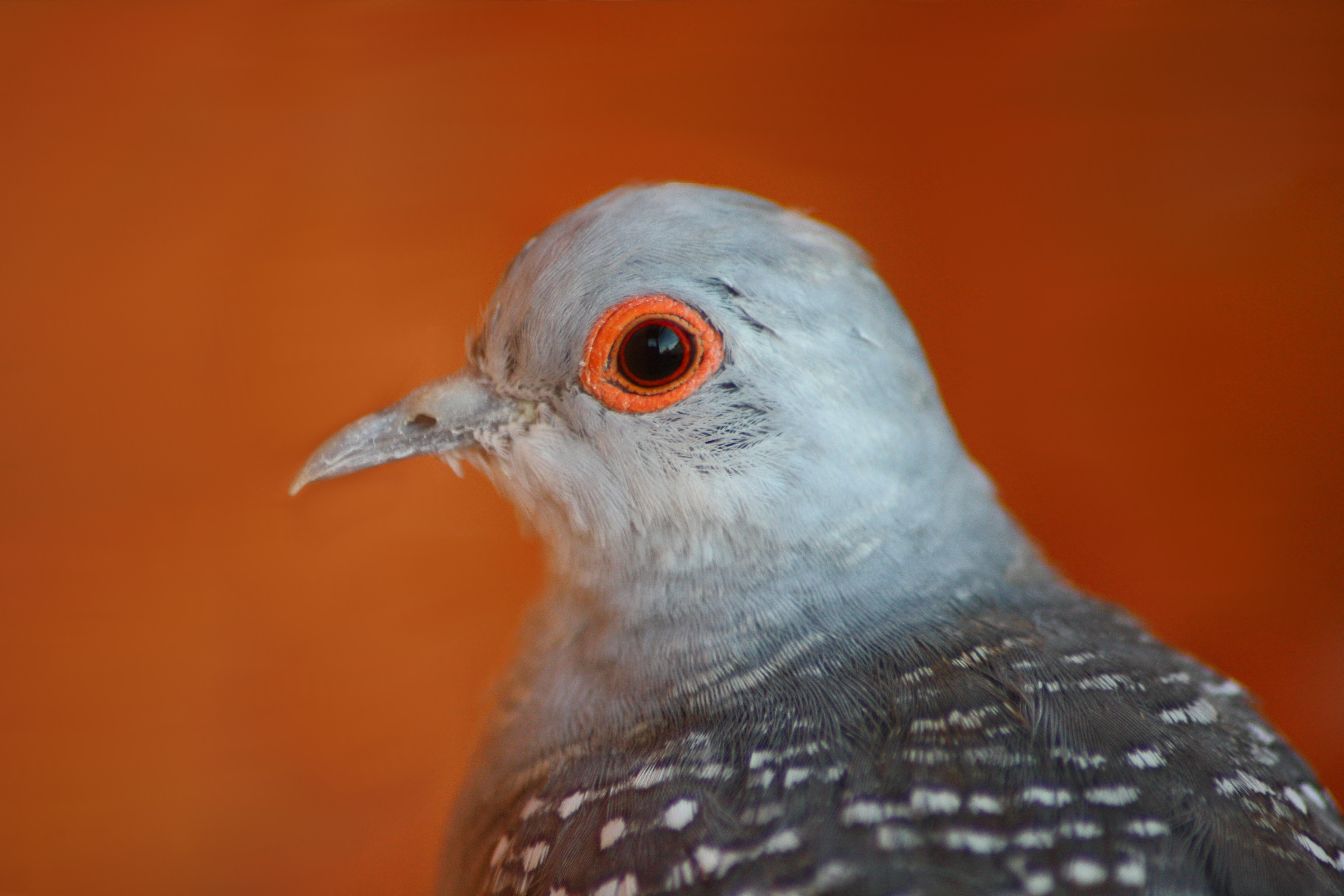
Nahansicht

Das Diamanttäubchen oder auch die Diamanttaube (Geopelia cuneata) ist eine kleine, zierliche Taubenart. Sie gehört zur Fauna Australiens und kommt fast auf dem ganzen Kontinent vor; sie fehlt nur im Südwesten und -osten sowie in den Küstengebieten im Südosten von Queensland und New South Wales. Unter den australischen Taubenarten gilt sie als die Art, die sich in besonders hohem Maße an ein Leben in Trockengebieten angepasst hat. Offene Wasserstellen müssen allerdings in wenigen Kilometern Entfernung zur Verfügung stehen. 
Diamanttäubchen spielen in der Wildtaubenhaltung eine große Rolle und gelten als eine der am häufigsten gezüchteten Wildtauben. Die Art wird häufig für Vergleiche der Körpergröße und -gestalt mit anderen Taubenvögeln herangezogen.

## Erscheinungsbild
Diamanttäubchen erreichen eine Körperlänge von 19,5 Zentimetern und wiegen durchschnittlich 45 Gramm. Sie haben damit in etwa die Größe einer Lerche. Der Geschlechtsdimorphismus ist nur sehr gering ausgeprägt. In der Regel weist das Gefieder des Weibchens am Hinterhals und am Mantel etwas mehr Braun auf.
Kopf und Brust sind schiefergrau, die Flügeloberdecken sind dagegen rehbraun mit weißen Sprenkeln. Diese feinen, weißen, runden Flecken waren namensgebend. Der Bauch und die Unterschwanzdecken sind aufgehellt. Der Schwanz ist im Verhältnis zum Körper sehr lang. Die mittleren vier Schwanzfedern sind graubraun mit einer dunkleren Spitze. Die äußeren Schwanzfedern sind an ihrer Basis weiß. Die Iris ist orangerot. Auffällig ist der nackte, leuchtend rote Augenring. 
Der Ruf der Diamantäubchen ist leise gurrend, oft gurrt das Männchen zweimal nacheinander ein kurzes gru-gru, wonach das Weibchen meist mit einem rauen gruuh antwortet. Die Rufe sind langsam und wirken auf den Menschen klagend. Während der Balz stelzt das rufende Männchen den Schwanz und fächert ihn auf.

## Verhalten
Diamanttäubchen sind Bewohner offenen Waldlandes und von Baum- und Strauchsavannen. Sie sind auf die Nähe von Wasser angewiesen. Sie halten sich tagsüber am Boden auf. Lediglich nachts und während der Ruhephasen des Tages sitzen sie in den Zweigen von Bäumen und Sträuchern. Anders als viele andere australische Vogelarten suchen sie während der heißesten Zeit des Tages nicht den Schatten auf, sondern hocken sonnenbadend auf der Erde. Diamanttäubchen fressen überwiegend die feinen Samen verschiedener Gräser und nehmen ihre Nahrung nahezu ausschließlich am Boden auf. Zu ihrem Nahrungsspektrum zählen allerdings auch Ameisen. Die Fortbewegung am Boden erfolgt in kleinen und schnellen Trippelschritten. 
Diamanttäubchen sind Freibrüter, die ihr loses Nest aus Gräsern und Ästchen in den niedrigen Zweigen eines Baumes oder Strauches errichten. Bei der Balz verbeugt sich das Männchen mehrfach vor dem Weibchen. Der Schwanz wird dabei senkrecht angehoben und gefächert. Diese Balzgesten sind von rau klingenden Kurrlauten begleiten. Der Kopulation geht ein Schnäbeln der beiden Partner voraus. Am Nestbau sind beide Elternvögel beteiligt. Meist sammelt das Männchen das Nistmaterial, das vom Weibchen dann verbaut wird. Das Gelege besteht meistens aus zwei Eiern, die 13 Tage lang von beiden Elternvögeln bebrütet werden. Die Nestlingszeit beträgt 11 bis 12 Tage.
Die Jungtauben haben, wenn sie aus dem Nest fliegen, noch nicht die vollständige Größe erreicht und auch der Schwanz hat noch nicht seine volle Länge erreicht. Wenn sie flügge sind, werden sie immer noch von den Elternvögeln gefüttert, bis sie selber fressen können. Die Jungtauben geben fiepende Laute von sich, die an Hühner- oder Entenkücken erinnern. Diamanttäubchen sind bereits mit drei bis vier Monaten geschlechtsreif. Dies ist unter Tauben ungewöhnlich früh.

## Haltung
Diamanttäubchen wurden 1868 das erste Mal vom Londoner Zoo gehalten und bereits 1870 nachgezüchtet. In Deutschland kamen die ersten Diamanttäubchen 1875 in den Handel. Zu den ersten deutschen Importeuren zählte unter anderem Carl Hagenbeck.
Diamanttäubchen spielen heute ähnlich wie die Lachtaube eine große Rolle in der Ziervogelhaltung und zählen zu den am meisten gehaltenen Taubenarten. Obwohl in Australien heimisch, sind sie gegenüber niedrigen Temperaturen nicht sehr empfindlich, werden aber in den gemäßigten Klimazonen Europas in der Regel in Schutzräumen überwintert. Man beachte aber die anzuwendende Tierhaltungsverordnung [Österreich] oder andere gesetzliche Regelungen zur Unterbringung in anderen Staaten! Mittlerweile treten auch Farbmutationen auf.

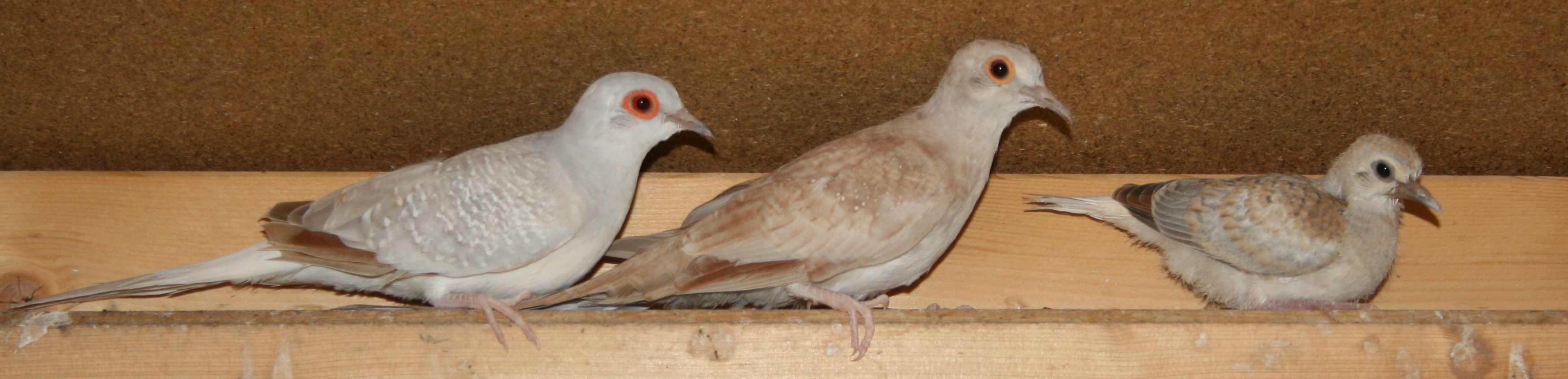
Mutter mit flüggen Jungvögeln, 6 und 1 Woche alt

## Belege